# 莫斯科—喀山高速鐵路
莫斯科—喀山高速鐵路是一條規劃中全長772公里的高速鐵路，將連接俄羅斯莫斯科和喀山兩大城市，沿途經過弗拉迪米爾、下諾夫哥羅德和切博克薩雷等城市。該項目預計完工日期為2023年，將成為連接北京和莫斯科超過7,000公里的跨國高速鐵路的第一段，目前俄羅斯和中國正在規劃。規劃工作於2017年9月完成.。車站和站台的初步建設，為鐵路預留空間，於2018年春季開始。由於高昂的成本（估計為1.7兆盧布）以及對客運量的進一步研究，鐵路建設已於2020年3月推遲。